# Vénissieux
Vénissieux er en stor fransk provinsby. Den er beliggende i departementet Rhône.